# Complexo de Visitantes do Centro Espacial Kennedy

Logotipo do Kennedy Space Center Visitor Complex

O Complexo de Visitantes do Centro Espacial Kennedy é o centro para visitantes da NASA, na Flórida. Ele dá vida à épica história do programa espacial estadunidense, com amostras e exibições de aeronaves históricas e artefatos, shows, dois teatros IMAX, vários tours de ônibus e o Shuttle Launch Experience, uma atração simulada no espaço. Ele também engloba o Apollo/Saturn V Center e o Hall da Fama dos Astronautas dos Estados Unidos. Houve 1,5 milhão de visitantes em 2009 e ele emprega cerca de 700 funcionários.

## História

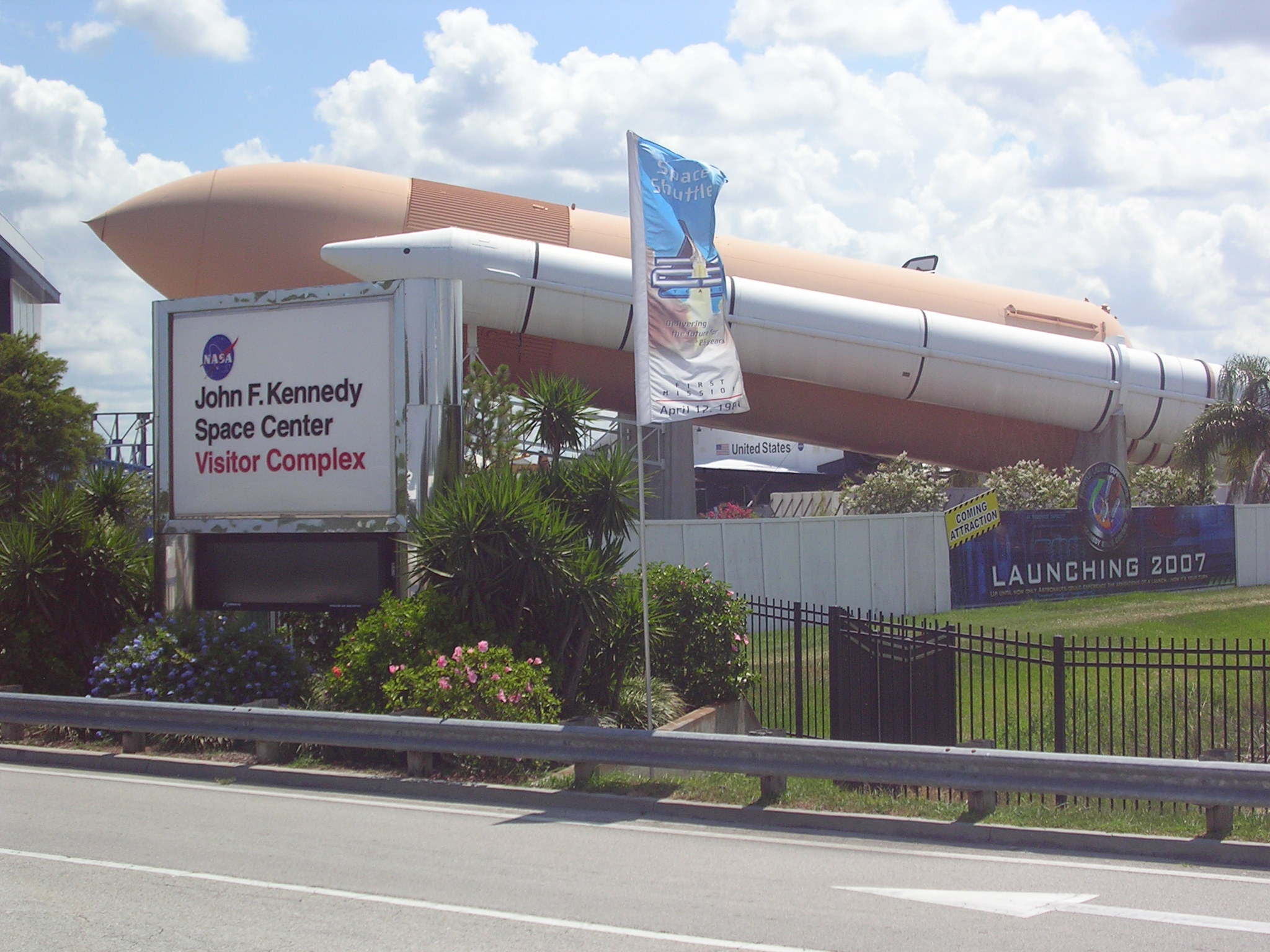
Portão para o KSC Visitor Complex em 2006; Explorer, uma maquete do Space Shuttle, está ao fundo.

O complexo foi iniciado na década de 1960 em um pequeno trailer contendo amostras simples sobre mesas de jogos. Em 1964, mais de 250 mil carros de passeio, permitidos entre 1 hora e 4 horas da tarde, aos domingos, foram vistos no Centro Espacial John F. Kennedy. Em 1965, o diretor do KSC Kurt H. Debus recebeu autorização para gastar $2 milhões em um centro de visitantes de grande escala. O Spaceport USA, como ele foi chamado, atraiu 500 mil visitantes em 1967, seu primeiro ano, e um milhão em 1969. Mesmo durante o intervalo durante os programas Apollo e Ônibus Espacial, o público permaneceu em mais de um milhão de visitantes, sendo considerada a quinta atração turística mais popular da Flórida.
Quando o Walt Disney World foi inaugurado em 1971, o público do centro de visitantes aumentou em 30%, mas o público muitas se desapontava com a relativa falta de cuidado com as instalações para turistas no KSC. As amostras existentes eram em grande parte feitas de amostras doadas por contratantes da NASA. Mais tarde naquele ano, um investimento de $2,3 milhão do complexo iniciou-se com o foco nos benefícios da exploração espacial junto com o foco na exploração espacial humana.
Em 1995, a Delaware North Companies foi selecionada para operar o centro de visitantes. Desde então, as instalações foram inteiramente autossuficientes e não recebem financiamento do governo.  A NASA renovou o contrato com a Delaware North Companies até maio de 2020, com opções de estender o contrato até 2030.

## Atrações

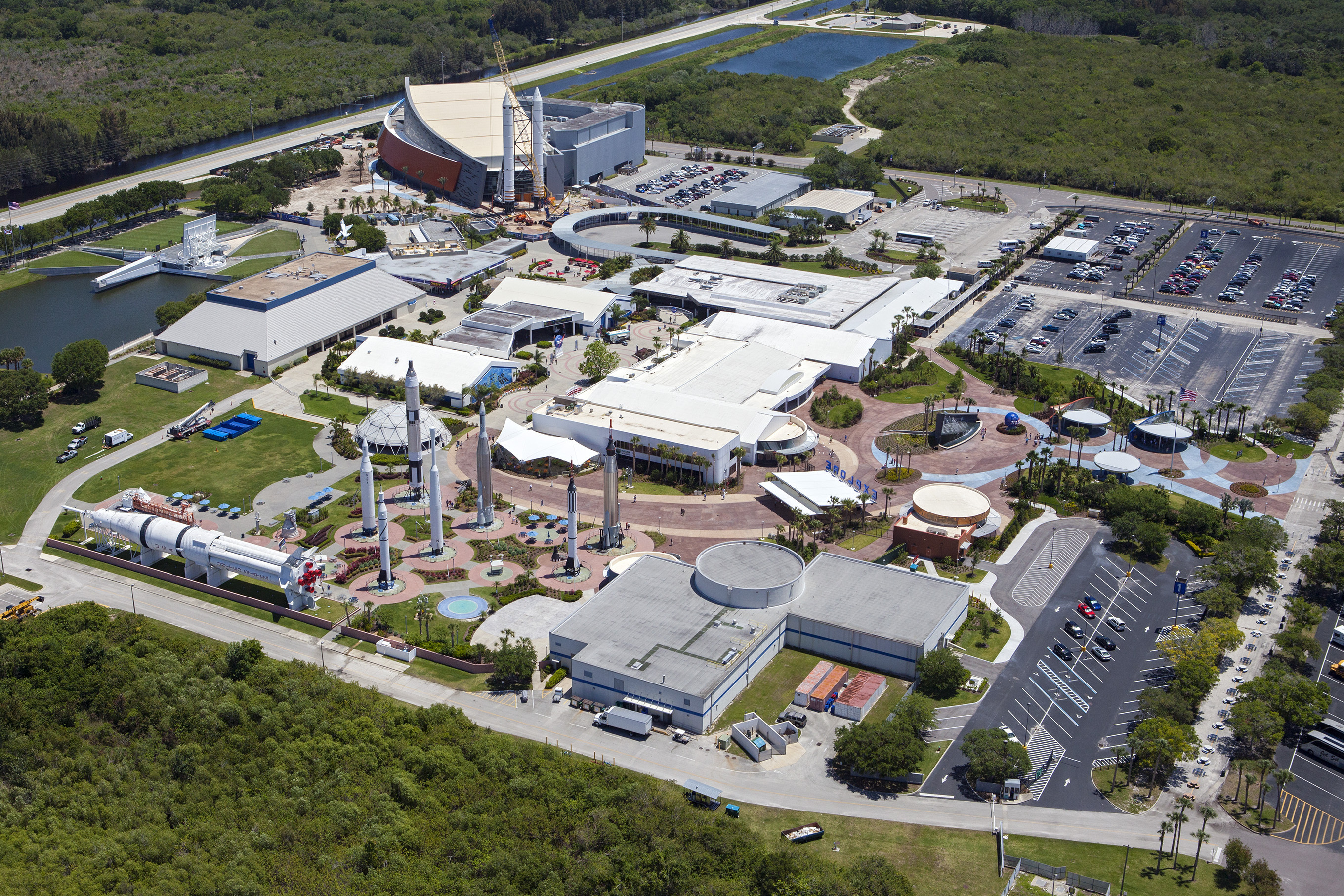
Vista aérea do Visitor Complex (o Apollo/Saturn V Center não está na foto) em maio de 2013

Está incluído no ingresso básico o transporte guiado de ônibus para uma plataforma de observação no Launch Complex 39, que fornece vista desobstruída dos locais de lançamento e da propriedade ao redor da KSC, além do Apollo/Saturn V Center. Ele também inclui a entrada no Hall da Fama dos Astronautas dos Estados Unidos, 9,7 km para oeste.
O Apollo/Saturn V Center, localizado 9,7 km a norte, é um grande museu construído ao redor da exibição principal, um veículo de lançamento Saturn V reformado, e conta com outras amostras relacionadas ao espaço, incluindo uma cápsula da Apollo. Dois teatros permitem ao visitante reviver partes do programa Apollo. Um deles simula o ambiente dentro de um compartimento da Apollo durante seu lançamento, enquanto outro simula o pouso na lua da Apollo 11. O tour antigamente incluía a Space Station Processing Facility (SSPF) onde os módulos da Estação Espacial Internacional eram testados.

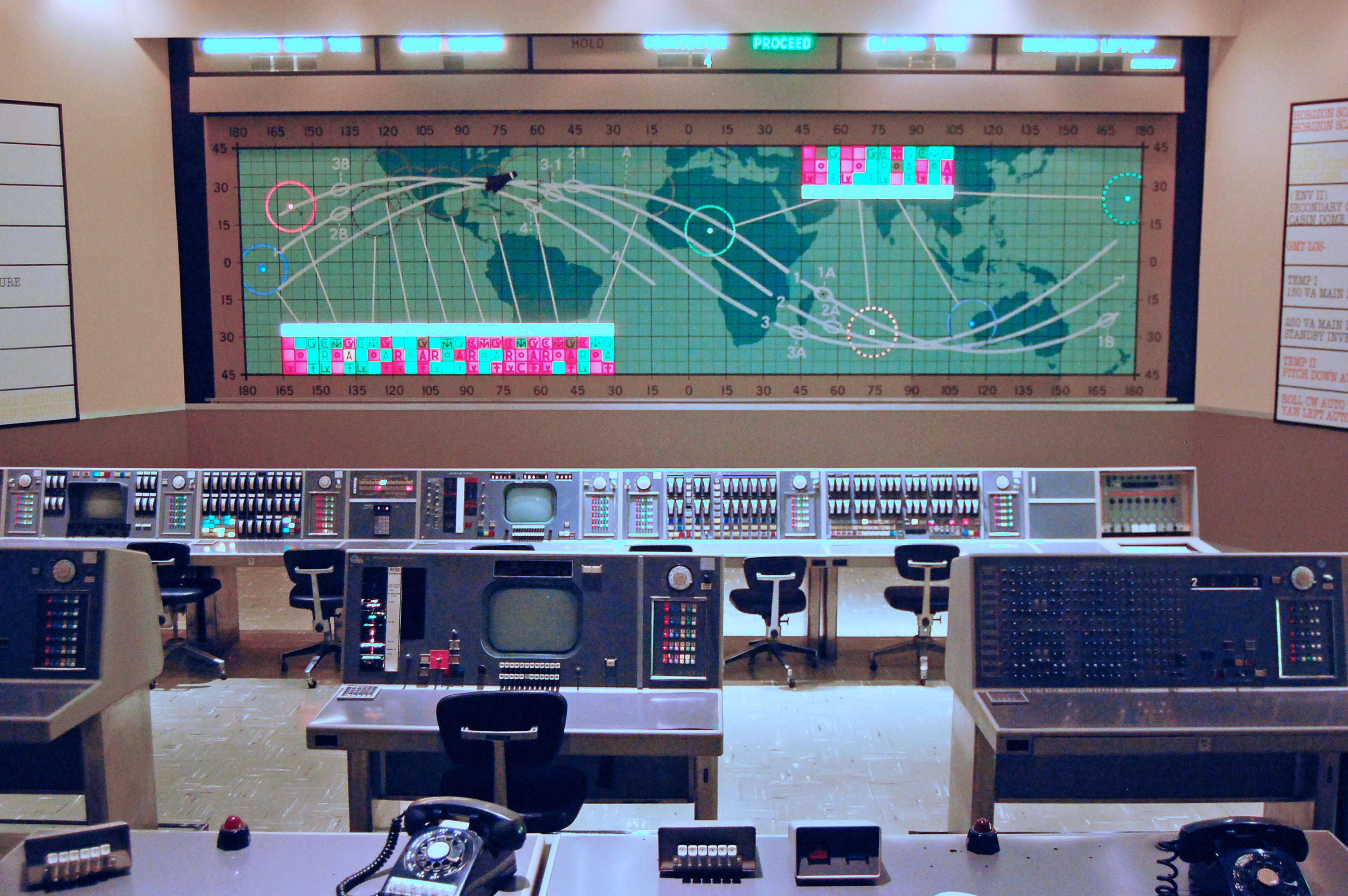
Consoles de controle do Mercury, removidos antes de o edifício original ser demolido

O Complexo inclui duas instalações geridas pela Fundação Memorial dos Astronautas. A mais visível delas é o Space Mirror Memorial, também conhecida como Memorial do Astronauta, um grande espelho de granito preto gravado com os nomes de todos os astronautas que morreram trabalhando. Em outro local no terreno do Visitor Complex está o Centro de Educação Espacial da fundação, que inclui um centro de recursos para professores, entre outras instalações, além do Centro de Conferência Kurt Debus Conference Center.
O Early Space Exploration abriga algumas amostras de artefatos, entre eles está a aeronave Gemini 9A, bem como uma recriação do Mercury Control Center usando consoles e mobília realocada do edifício original na Estação da Força Aérea de Cabo Canaveral. Eles eram anteriormente abrigados nas instalações do Mercury Mission Control, que estava no Registro Nacional de Locais Históricos, mas foi demolido em maio de 2010 devido a preocupações com asbestos e ao custo estimado de 45 milhões para reformar o edifício após 40 anos de exposição ao ar salgado.
O complexo continua a atualizar shows e atrações. Em 1999, a atração "Robot Scouts" abriu uma exibição que destacava os robôs planetários não tripulados da NASA. A atração, projetada originalmente pelo designer vencedor de prêmios Bob Rogers (designer) e a equipe de design BRC Imagination Arts, explora como os robôs ajudam a pavimentar o caminho para o voo espacial humano. O Shuttle Launch Experience, uma atração construída sobre uma simulação de controle de movimento de um lançamento de foguete, inaugurado em maio de 2007 e tinha como anfitrião o então astronauta, depois Administrador da NASA, Charles Bolden. Em 2010, a atração 'Exploration Space; Explorers Wanted,' também projetada pela BRC Imagination Arts, funciona como parte um centro de missão em tempo real, parte uma experiência imersiva, e parte um centro de recrutamento futurista. A atração, que emprega projeções de vídeo em larga escala, exibições dimensionais e experiências interativas, é projetada para imergir os visitantes na aventura e desafios não resolvidos da exploração espacial futura. Duas vezes por hora, a espaço inteiro da atração torna-se um ambiente de show imersivo, abrigando uma apresentação ao vivo com várias tgelas e com conteúdo de mídia dinâmico e atualizável. Também foi inaugurado em 2010, no Visitor Complex, um show baseado em Star Trek (principalmente o filme de 2009 de J.J. Abrams). Em 22 de março de 2013, o complexo inaugurou o Angry Birds Space Encounter, uma atração interativa baseada no popular jogo Angry Birds.

### US Astronaut Hall of Fame
O United States Astronaut Hall of Fame (Hall da Fama dos Astronautas dos Estados Unidos), localizado a 9km a oeste na Highway 405 a partir do Visitor Complex principal em Titusville, Flórida, é uma parte do grande Visitor Complex. O Hall da Fama é um museu que conta com a maior coleção de objetos pessoais de astronautas do mundo. O Hall da Fama foi anteriormente possuído e operador pela U.S. Space Camp Foundation, mas foi comprada em um leilão pela Delaware North Park Services em setembro de 2002 em nome da NASA e a propriedade foi incluída no KSC Visitor Complex. Ele foi reaberto em 14 de dezembro de 2002. A entrada está incluída no ingresso do Visitor Complex.

### Jardim de foguetes

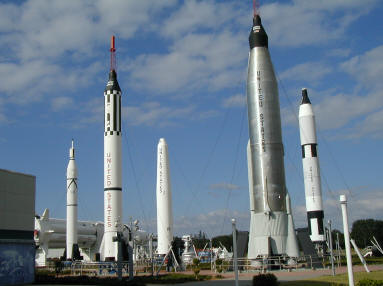
Rocket garden em 2004 (l-r): Juno I, Mercury-Redstone, Thor (top missing), Mercury-Atlas, Gemini-Titan II, com Saturn IB no fundo

O jardim de foguetes entre o edifício que abriga a entrada do Visitor Complex e o centro Debus é uma amostra ao ar livre de foguetes históricos que colocaram americanos e satélites no espaço. Os visitantes podem andar entre os foguetes. Os foguetes Mercury-Redstone,Mercury-Atlas, e Titan II lançaram astronautas e os foguetes Juno I, Juno II, Thor-Delta, e Atlas-Agena lançaram satélites do Cabo Canaveral. Eles são montados na posição vertical enquanto o maior foguete, um Saturn IB, é montado de lado. Os foguetes Saturn IB lançaram os módulos de comando/serviço da Apollo na órbita da Terra para Os projetos Apollo, Skylab e Apollo-Soyuz
O Juno I à mostra é pintado com um número serial "UE" como o que lançou o primeiro satélite dos Estados Unidos, o Explorer I. Um Juno II lançou a primeira sonda para escapar da gravidade da Terra e voar pela lua. Os foguetes Atlas-Agena lançaram sondas antigas na Lua, Vênus e Marte, bem como os Veículos Alvos Agena usados no encontro e acoplagem de aeronaves Gemini, uma técnica necessária para as missões Apollo posteriores. A Thor-Delta foi um dos mais confiáveis e usados veículos de lançamento. A Titan II à mostra é um Air Force ICBM reformado com uma réplica da aeronave Gemini, pintada para lembrar o impulsionador Gemini 3. Ele foi resgatado do Arizona Boneyard e erguido em 2010 para substituir uma maquete em deterioração que esteve à mostra por mais de 20 anos. O Saturn IB à mostra é um SA-209 que foi projetado como uma possível missão Skylab Rescue.
O jardim também apresenta maquetes de cápsulas dos programas Mercury, Gemini e Apollo nos quais os visitantes podem entrar e andar, além de uma sala branca que os astronautas da Apollo usavam para acessar suas cápsulas da torre de lançamento do LC-39A. Anexada à sala branca está o Command Module trainer. Um motor de foguete F-1 que deu energia ao primeiro estágio da Saturn V também está à mostra. Tours guiados grátis do jardim estão disponíveis diariamente.

#### Galeria do jardim de foguetes

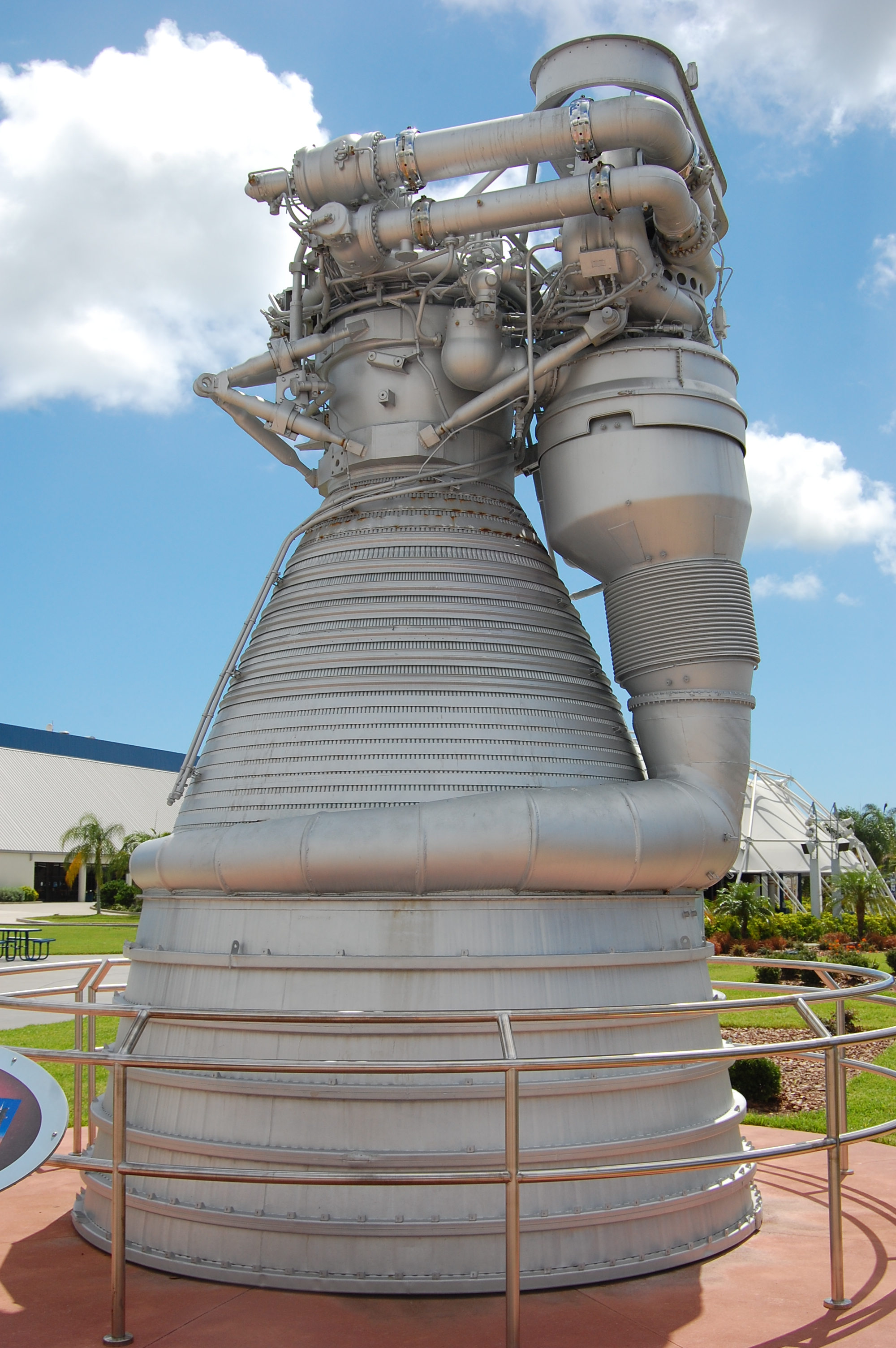
Motor do foguete F-1 do Saturn V
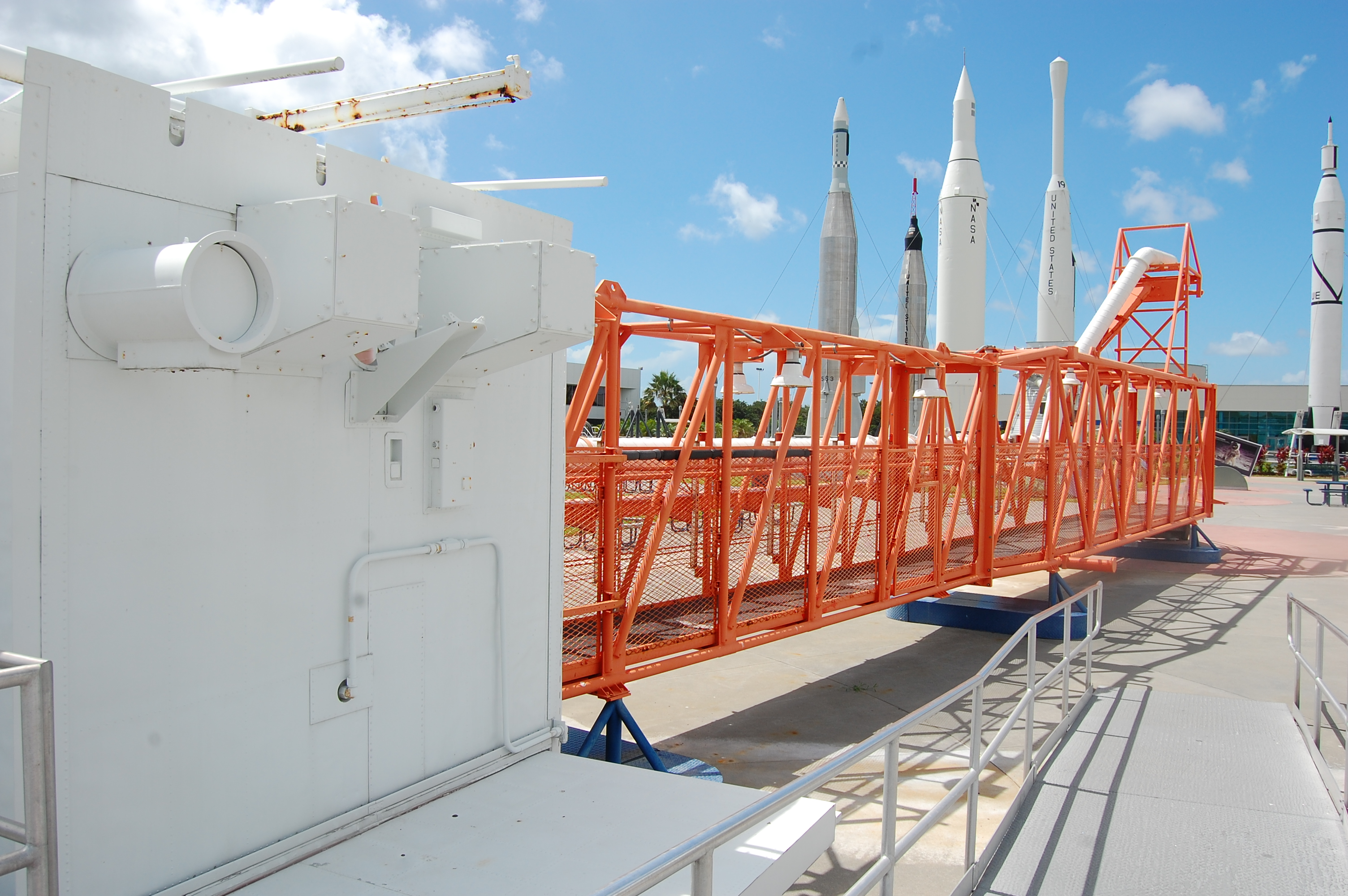
Passarela LC-39A para a sala branca com Atlas-Agena, Mercury-Atlas, Juno II, Thor-Delta, e Juno I no fundo
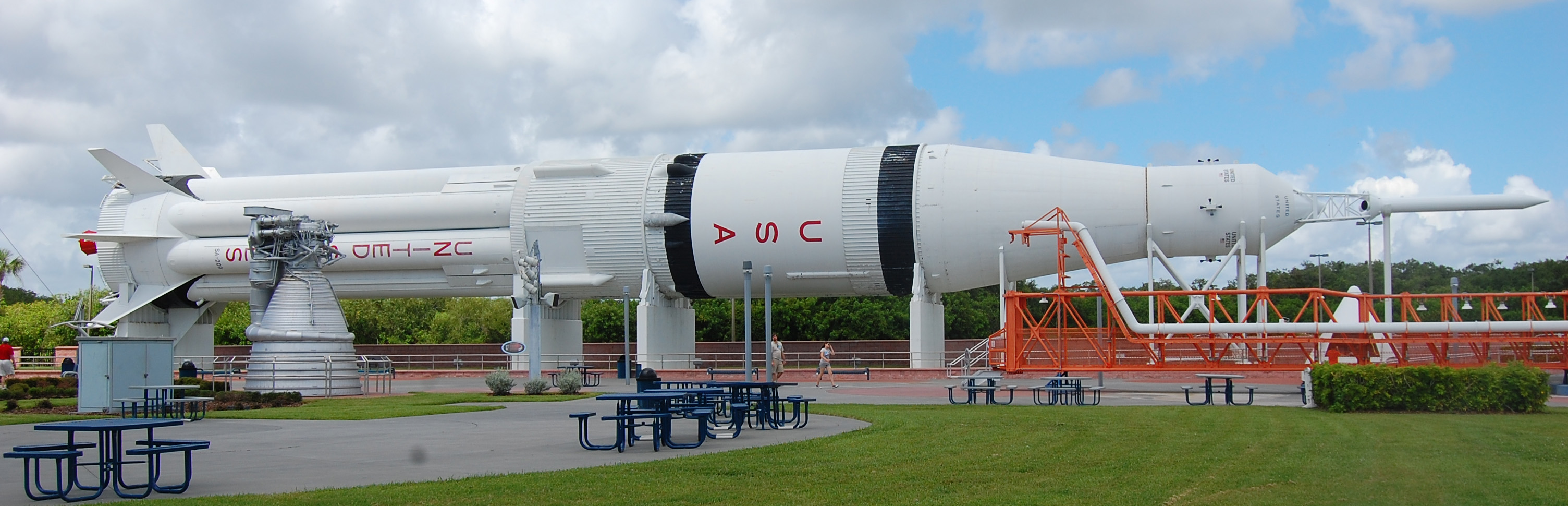
Saturn IB (SA-209)

### Apollo/Saturn V Center

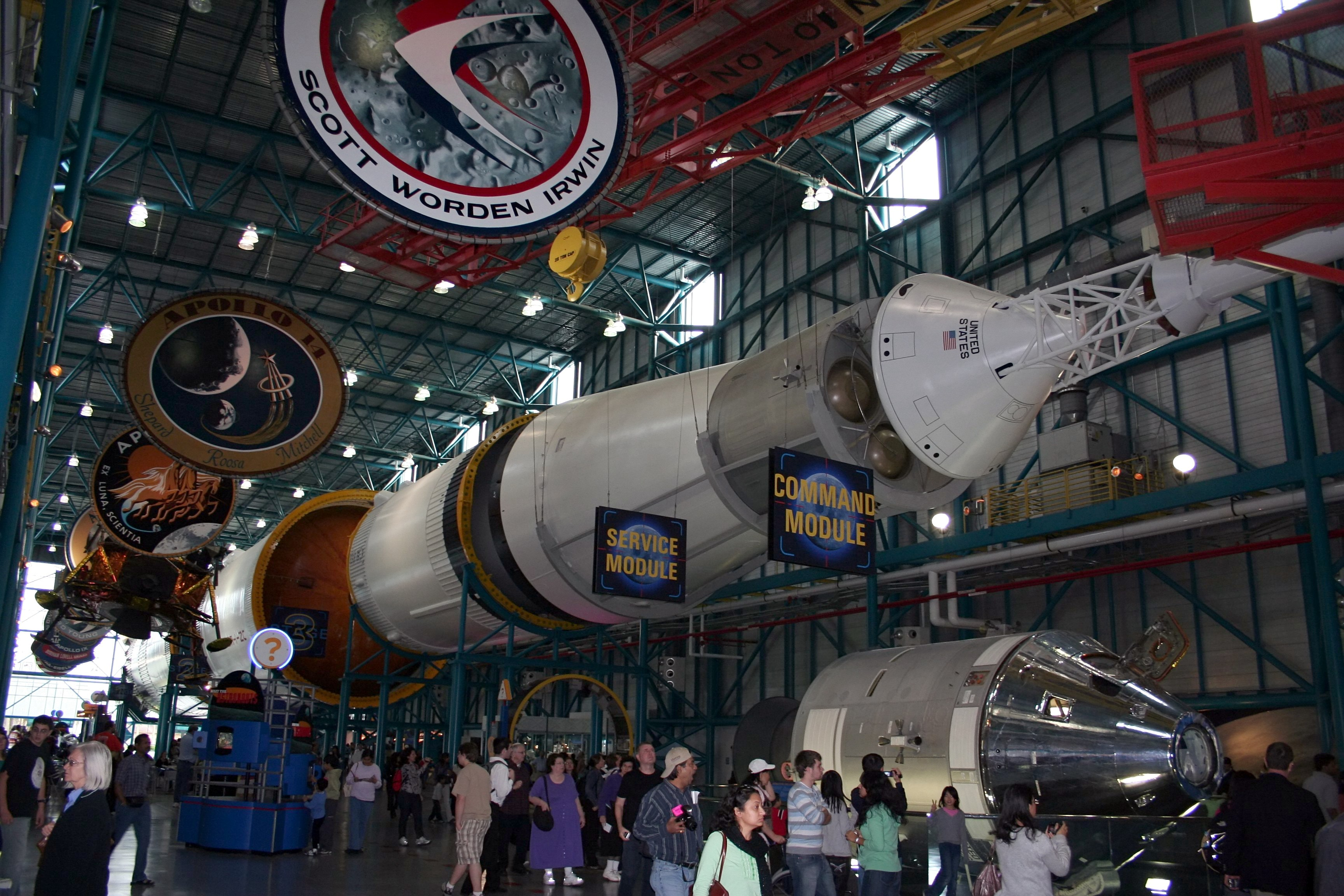
Saturn V em exibição

O Apollo/Saturn V Center localiza-se a norte-noroeste do Complexo de Lançamento 39 no Kennedy Parkway N próximo à Shuttle Landing Facility é é apenas acessível aos visitantes por tours de ônibus do Visitors Complex. O centro, que abriu em 17 de dezembro de 1996, foi projetado pelo designer ganhador de prêmios Bob Rogers (designer) e a equipe de design BRC Imagination Arts, para a NASA e Delaware North Companies.
O edifício foi construído para abrigar um veículo de lançamento Saturn V reformado e conta com outras exibições relativas ao programa Apollo. Até a estrutura ser construída, o Saturn V era exibido horizontalmente por muitos ao ar livre, a sul do Edifício de Montagem de Veículos e tours de ônibus traziam os visitantes a ele. O primeiro estágio do foguete é o S-IC-T (um estágio teste) e o segundo (S-II) e terceiro estágios (S-IVB) são do SA-514, que seria usado para a missão cancelada da Apollo 19. Os interestágios entre o primeiro e segundo estágio e entre o segundo e terceiro estágio não estão presentes, mas uma Unidade de Instrumento está à mostra (mostrando o equipamento interno). O impulsionador foi repintado para lembrar um Saturn V da Apollo 11. Seu módulo de comando é o BP-30.
Outras grandes exibições incluem o módulo de comando Apollo 14 e o Módulo de Comando e Serviço Apollo (CSM-119) não usado e o Módulo Lunar Apollo (LM-9) não usado. O CSM-119 foi projetado para uma possível resgate de missão Skylab e uma reserva para o projeto teste Apollo-Soyuz. O LM-9 foi originalmente planejado ser usado na Apollo 15, mas quando as missões após a Apollo 17 foram canceladas, o LM-10 foi usado.
Também está à mostra uma fatia de rocha lunar que os visitantes podem tocar. Outras amostras incluem um simulador de módulo lunar, uma réplica de uma sonda lunar, uma variedade de roupas espaciais, o Corvette de Alan Shepard, uma peça do módulo lunar da Apollo 13, um carrinho de ferramentas, o Transportador de Equipamento Modular, como o que foi usado na Lua na Apollo 14, uma van usada para carregar os astronautas ao local do lançamento, e um modelo da Saturn V. Dois teatros permitem aos visitantes reviver partes do programa Apollo – um simula o ambiente dentro de um compartimento da Apollo durante o lançamento da Apollo 8 e outro simula o pouso da Apollo 11.

#### Galeria do Apollo/Saturn V Center

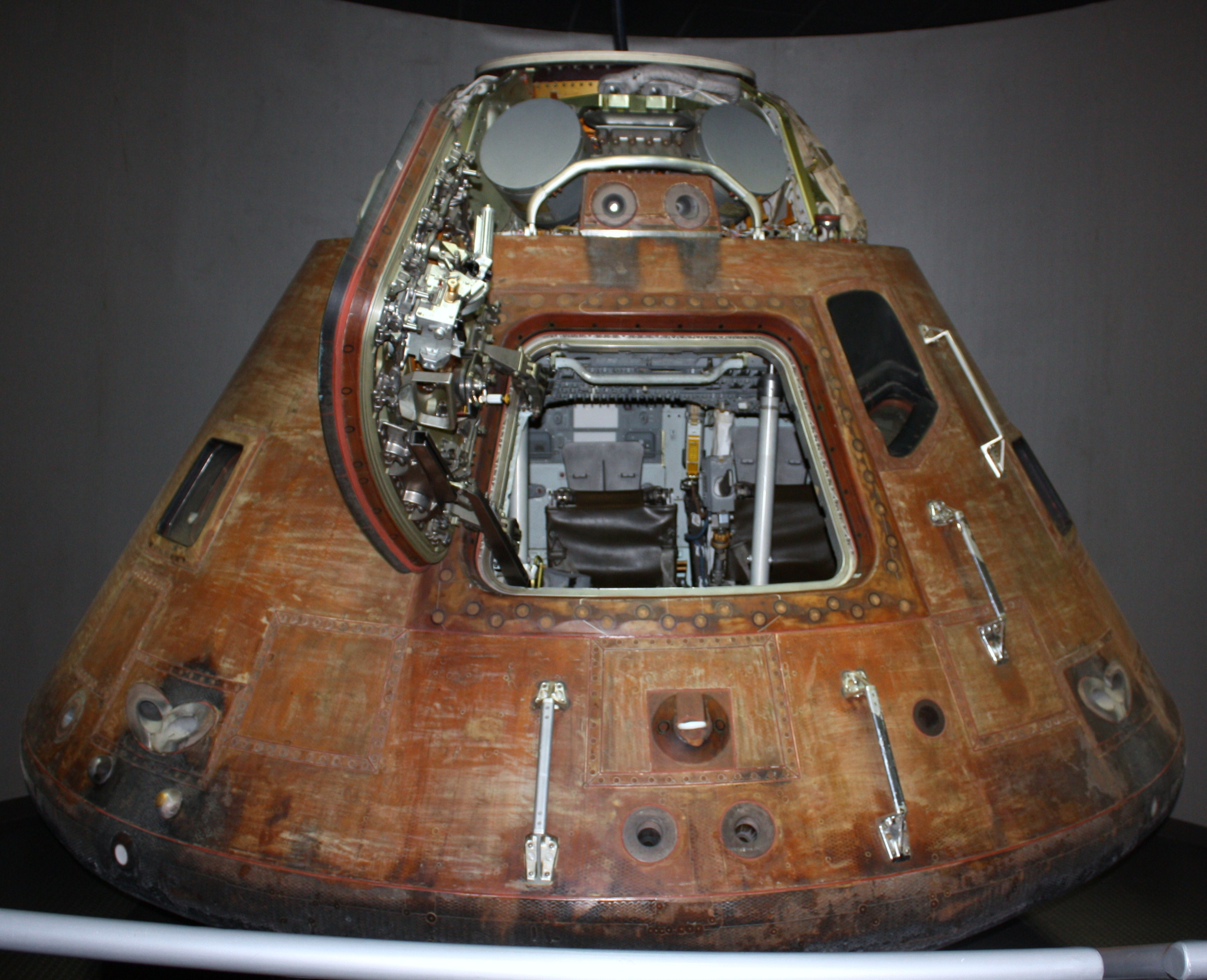
Módulo de comando da Apollo 14
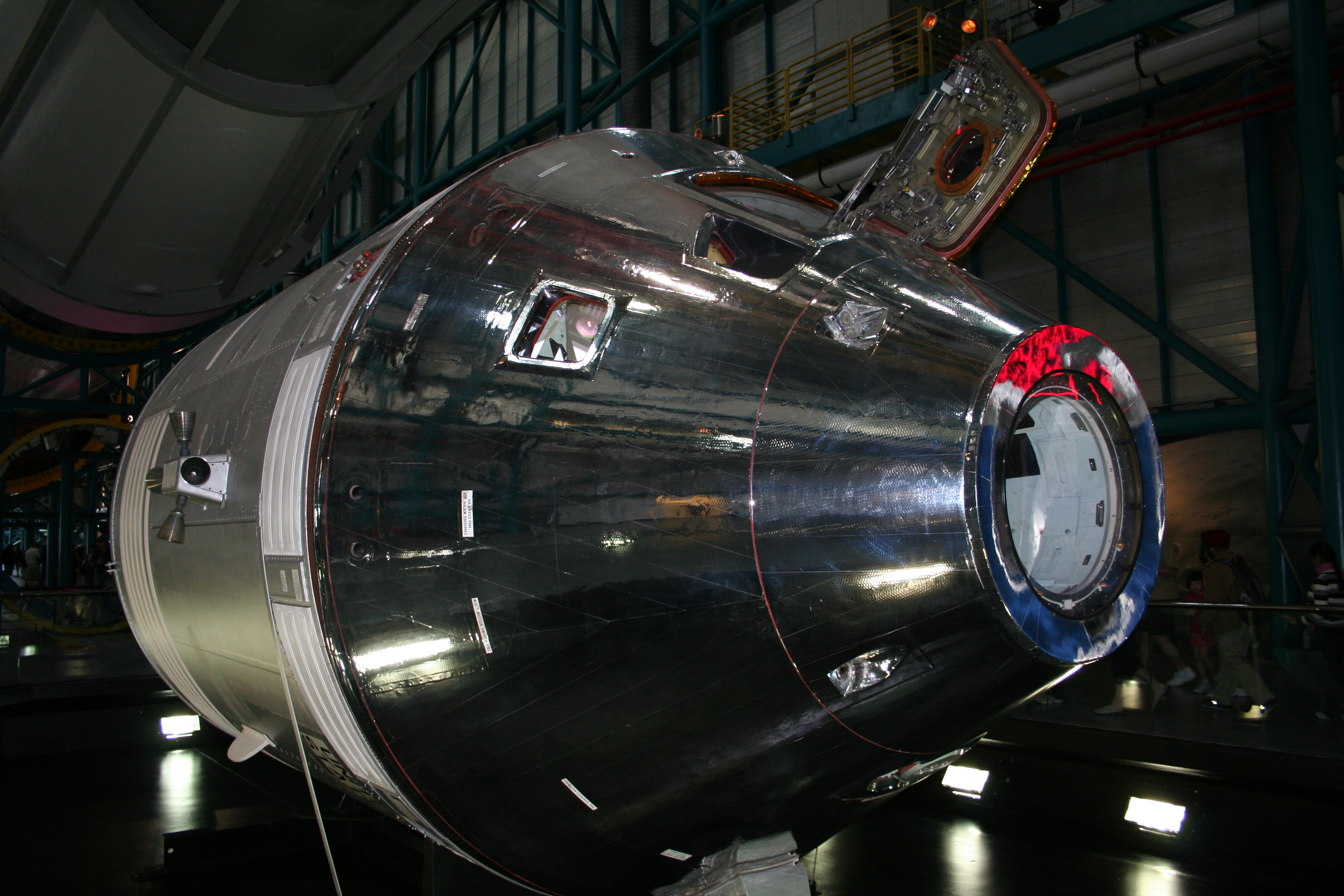
Módulos de comando e serviço da Apollo
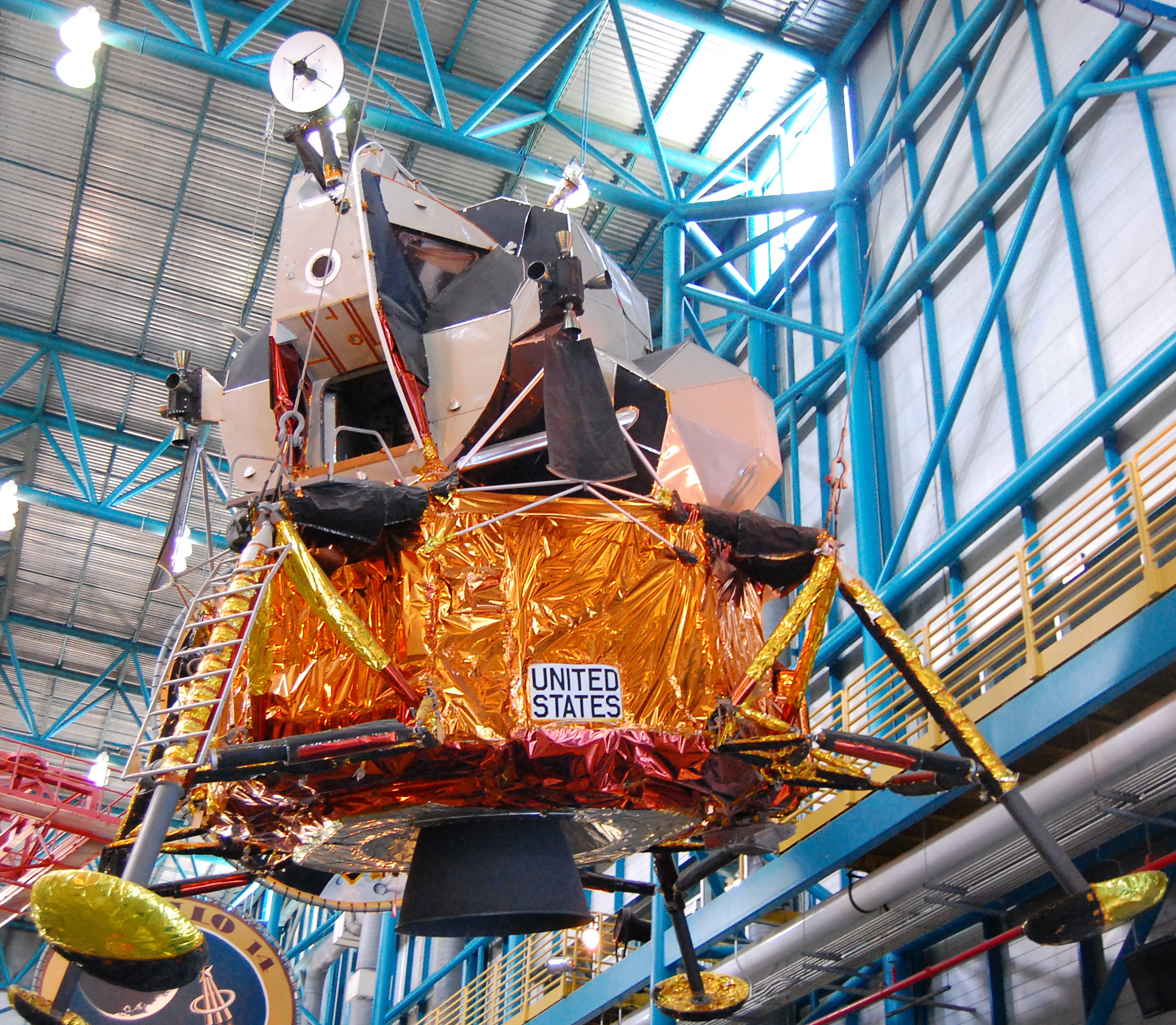
Módulo lunar Apollo
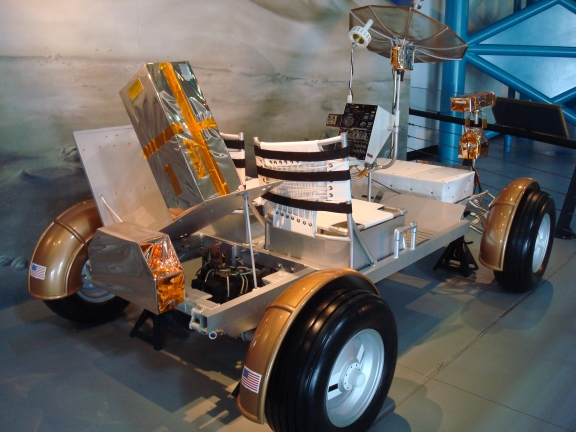
Carro de teste da sonda lunar
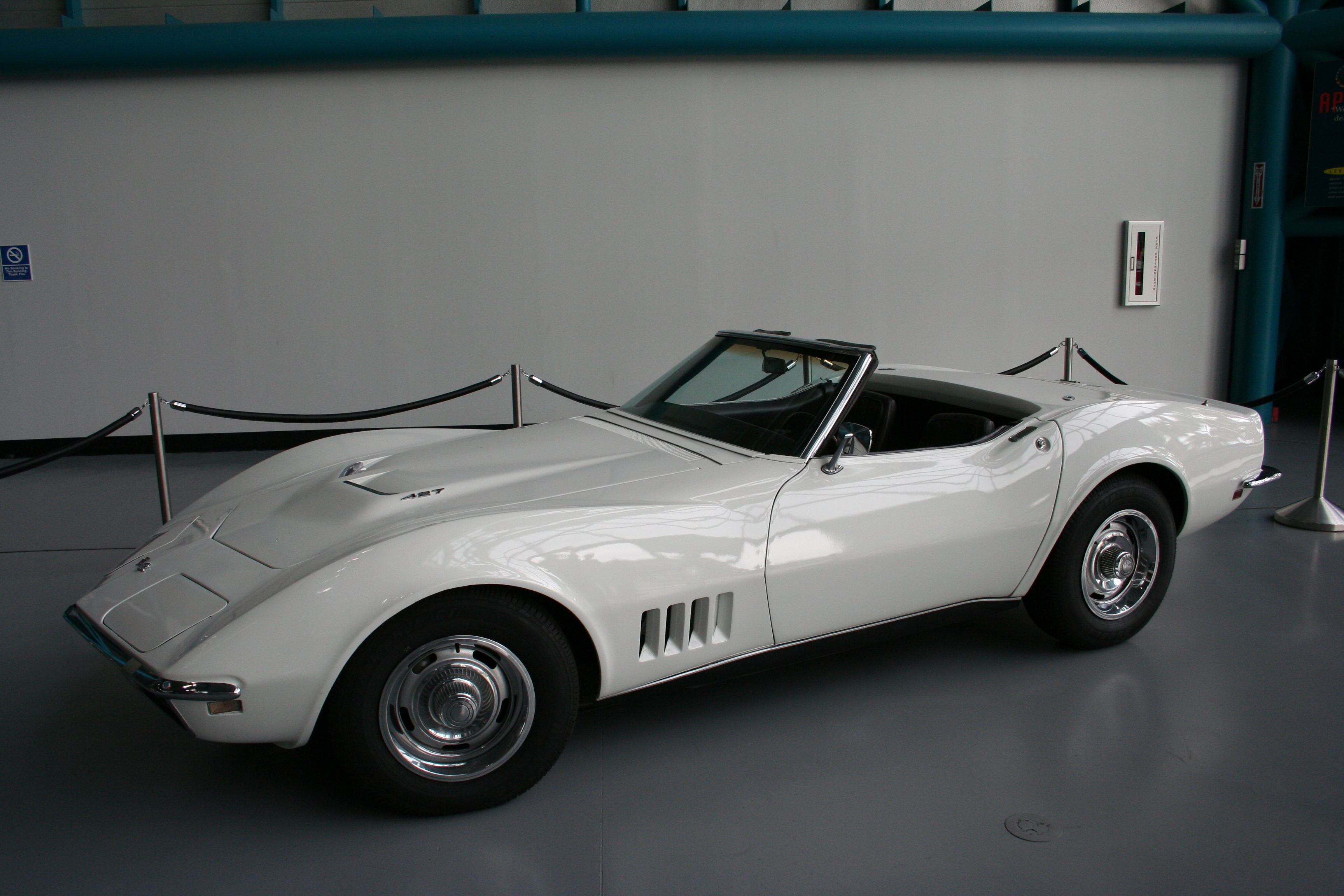
Corvette de Alan Shepard
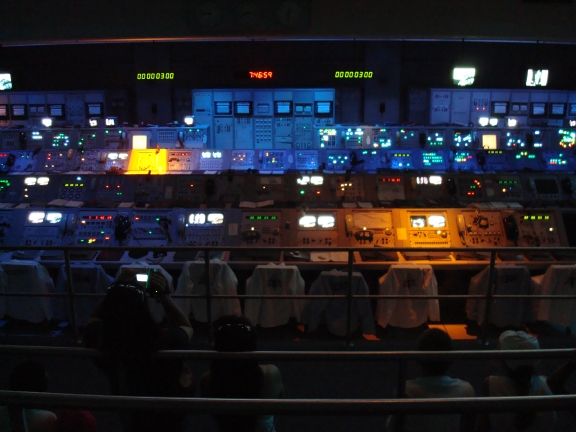
Maquete do controle de lançamento
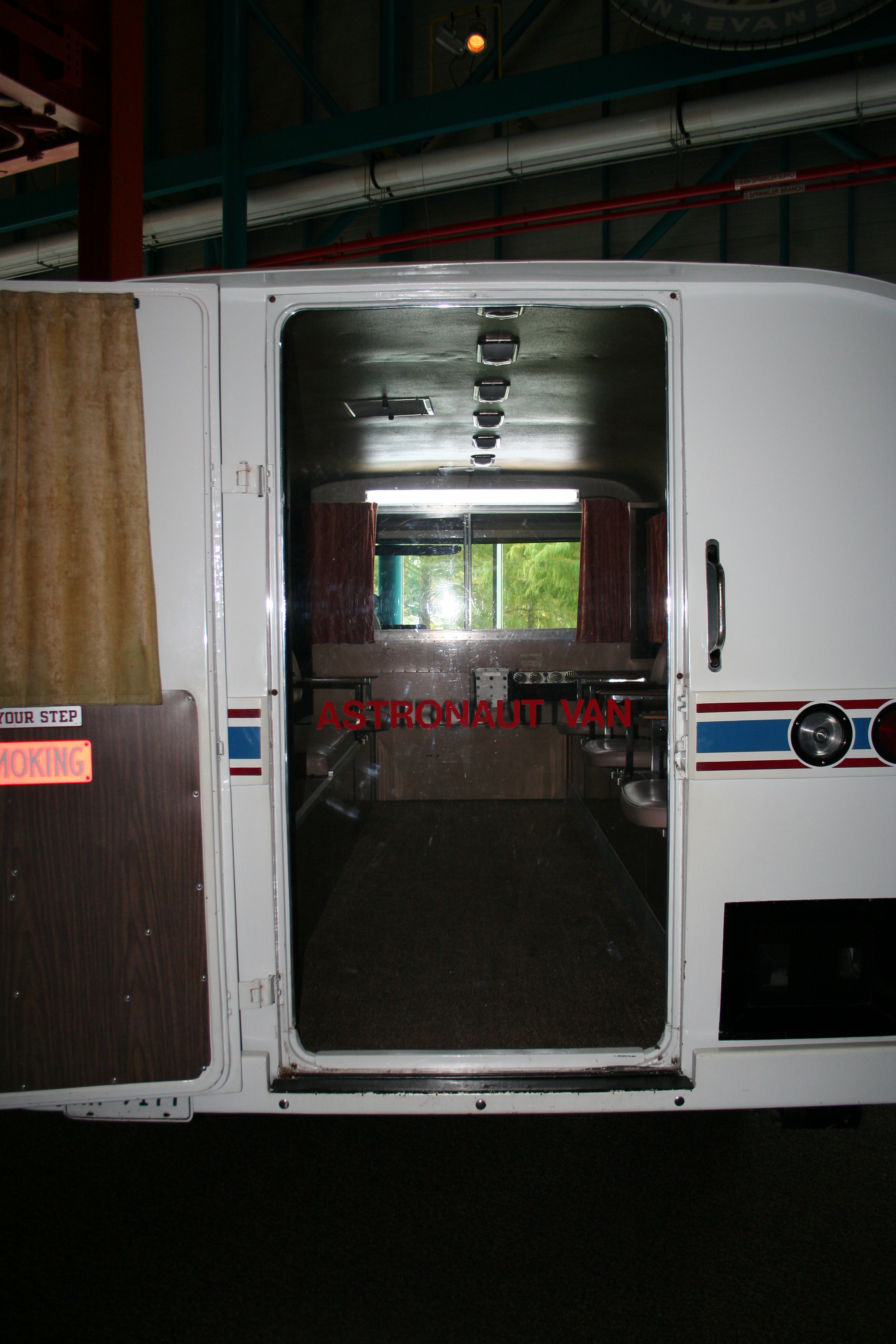
Van dos astronautas da Apollo

### Space Shuttle Atlantis

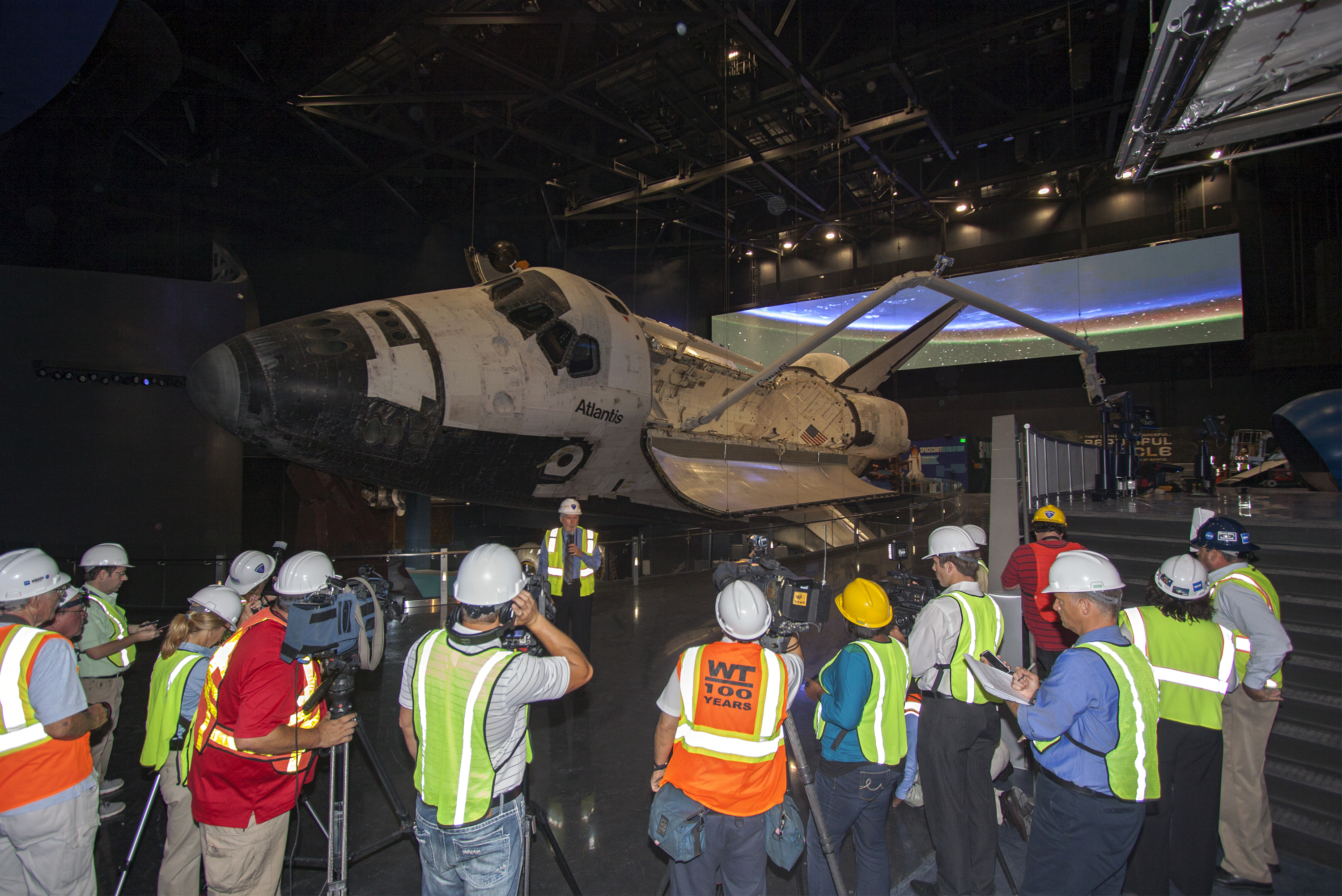
Atlantis em 10 de junho de 2013

Em 2010, o KSC anunciou um plano de $100 milhões para abrigar um módulo de ônibus espacial aposentado em um prédio de 10 andares e 5 900 m². Em 12 de abril de 2011, o 30º aniversário do lançamento do STS-1, a NASA anunciou que a Atlantis seria oferecida ao KSC para exibição após seu último voo no STS-135 e posterior desmantelamento. A exibição oficialmente foi inaugurada em 29 de junho de 2013.

### Shuttle Launch Experience
A Shuttle Launch Experience, projetada pelo designer vencedor de prêmios Bob Rogers (designer) e pela equipe de design BRC Imagination Arts, foi inaugurada em 25 de maio de 2007. A atração coloca os visitantes em um lançamento simulado de aeronave. A Delaware North Companies investiu seis anos e $60 milhões na atração. Os astronautas, especialista da NASA e líderes da indústria das atrações foram consultados durante o desenvolvimento. A atração é abrigada em um edifício de 4 100 m² que abriga quatro simulações, cada um acomodando 44 pessoas. O ex-comandante e atual administrador da NASA Charles F. Bolden narra a simulação e é o anfitrião do pré-show gravado.

### Space Mirror Memorial

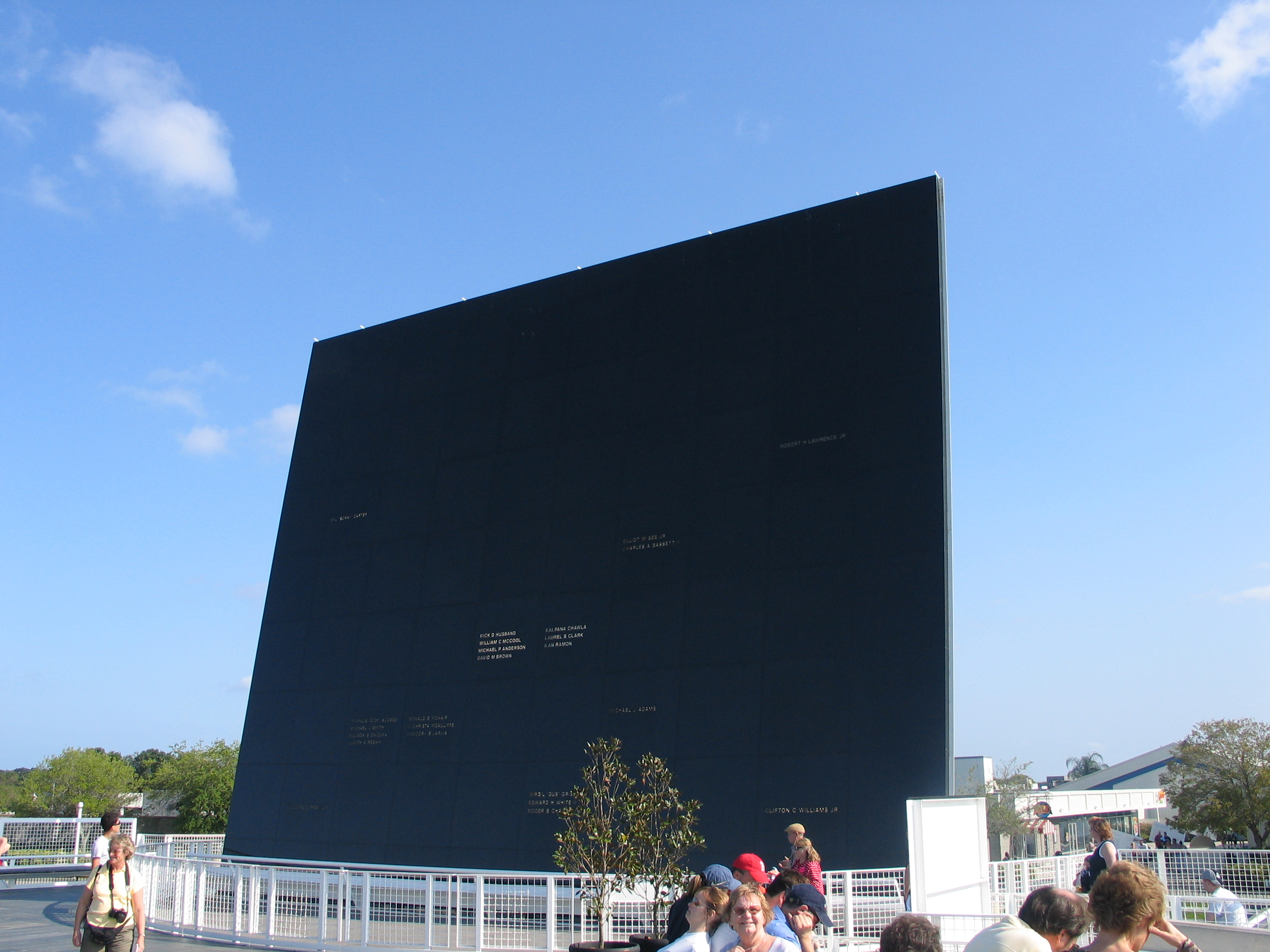
Space Mirror

O Space Mirror Memorial, também conhecido como Astronaut Memorial (Memorial do Astronauta), é mantido pela Fundação Memorial dos Astronautas e localiza-se atrás do cinema IMAX no terreno do Visitor Complex principal. Ele homenageia os astronautas da NASA junto com alguns militares e astronautas civis que morreram prestando serviços.

### Angry Birds Space Encounter
Angry Birds Space Encounter é a mais nova atração do Kennedy Space Center Visitor Complex, inaugurada em 22 de março de 2013. A atração é baseada no popular jogo, Angry Birds, a primeira da série nos Estados Unidos. A atração inclui seis estações interativas que encorajam os mais novos a usar a matemática e ciência. É uma atração temporária e esperava-se que funcionasse por cerca de um ano e meio.

## Eventos especiais
O Visitors Complex também abriga eventos pagos especiais organizados pela Delaware North. Cerimônias de naturalização foram conduzidas no jardim de foguetes, observação de lançamentos de espaçonaves foram oferecidas no Visitors Complex, o Hall da Fama dos Astronautas e a Calçada da NASA são influenciados pelas plataformas de lançamentos. O Hall da Fama sedia uma cerimônia anual. O Astronaut Training Experience também é oferecido pela Delaware North no Hall da Fama dos Astronautas com algumas maquetes em tamanho real de espaçonaves, controle de missão e equipamento de treinamento. O complexo também organiza um acampamento de uma semana para crianças.